# 멕시코악어도마뱀
멕시코악어도마뱀(Mexican alligator lizard)은 멕시코 시에라 마드레 데 오악사카 고원에 서식하는 멸종위기에 처한 도마뱀의 일종이다. 푸에블라주, 베라크루스주, 오악사카주에서 발견될 수 있다. 원래 1864년 에드워드 드링커 코프에 의해 수생악어도마뱀속으로 기술되었다.
멕시코악어도마뱀은 수목 생활 방식을 채택하고 있으며 중생 구름 또는 소나무-오크 숲 캐노피 사이의 파인애플과에서 흔히 볼 수 있다. 이 서식지는 여름철 비가 내리는 습한 온대 기후를 제공한다. 이 종의 선호되는 먹이는 다양한 곤충이다. 멕시코악어도마뱀의 색 패턴은 밝은 에메랄드 그린에서 짙은 청록색까지 다양하며, 어린 색은 짙은 십자 띠가 있는 황갈색 바탕색이다.
IUCN은 멕시코악어도마뱀을 멸종위기종으로 분류하고 있다. 이 종의 감소는 주로 화재, 산림전용, 농업을 위한 토지 이용 변화로 인한 서식지 파편화의 결과이다. 애완동물 거래를 위한 불법 인신매매도 이 종의 지위에 기여했다.

## 묘사
멕시코악어도마뱀은 납작하고 삼각형 모양의 머리와 약한 측면 접힘을 가진 등복부가 함몰된 몸을 가지고 있다. 주둥이-통풍 길이가 약 10.6cm, 꼬리 길이가 16.0cm에 달한다. 주둥이-통풍 길이가 9.8cm인 개체의 몸무게는 21.2g, 주둥이-통풍 길이가 10.0cm인 개체의 몸무게는 20.7g이다. 이 종은 분실 시 재성장할 수 있는 꼬리를 가지고 있으며, 길고 튼튼한 팔다리와 자릿수를 가지고 있어 수목 서식지에 이상적이다. 성체 색 패턴은 어린 색과 크게 다르다. 성체 수컷은 일반적으로 밝은 에메랄드 녹색인 반면 암컷은 등쪽에서 밝은 주황색에서 칙칙한 주황색을 포함하는 색 변화를 보인다. 성체에게 존재하는 다른 색 요소로는 밝은 노란색 안와 피부, 하반신 비늘의 파란색 하이라이트, 노란색 주둥이, 아래턱 및 목이 있다. 등쪽 비늘에는 비늘의 기저 절반에 다양한 양의 어두운 색소가 포함되어 있다. 이 종의 암컷은 때때로 어린 색 패턴의 특징적인 어두운 십자 띠를 유지한다. 어린 개체는 일반적으로 몸에 9개의 불규칙한 검은색 십자 띠가 있고 꼬리에 19개가 있는 밝은 황갈색 바탕색을 표현하며, 더러운 노란색 복강이 있다.

## 분포
멕시코악어도마뱀은 시에라 마드레 데 오악사카 산맥을 따라 멕시코 고원에 널리 분포하는 종이다. 추정 분포는 약 11,500km2이다. 이 지역에는 푸에블라주, 베라크루스주, 오악사카주가 포함된다. 이 종은 해발 1,350~2,743m의 고도에 위치해 있다.

## 생태학

### 서식지
멕시코악어도마뱀은 중생, 산지 숲 환경에서 발견되었다. 일반적으로 구름 숲이나 소나무-오크 숲에서 낮과 밤 사이에 극적인 온도 변화를 경험할 수 있는 습한 온대 기후에서 발견되었다. 이 수목 종은 착생식물, 특히 브로멜리아드 사이에 위치하지만 지의류와 난초 사이에도 있다. 이 수목 종은 숲 캐노피에서 40m 높이에서 발견할 수 있다. 멕시코악어도마뱀은 황폐화된 서식지에서 번성할 수 없다.

### 먹이
사육 중인 멕시코악어도마뱀은 일반적으로 다양한 곤충과 기타 절지동물을 먹이로 먹는다. 제한된 연구로 인해 이 종에서 어떤 정확한 먹이 전략을 사용하는지 알 수 없다.